# Piranga (gemeente)
Piranga is een gemeente in de Braziliaanse deelstaat Minas Gerais. De gemeente telt 17.836 inwoners (schatting 2009).

## Verkeer en vervoer
De plaats ligt aan de weg BR-482.